# مارسوورث (باكينجهامشير)
مارسوورث (بالإنجليزية: Marsworth)‏ هي قرية وأبرشية مدنية تقع في المملكة المتحدة في فال أيلزبري. يقدر عدد سكانها بـ 741 نسمة .